# Félicien David
Félicien César David (ur. 13 kwietnia 1810 w Cadenet w departamencie Vaucluse, zm. 29 sierpnia 1876 w Saint-Germain-en-Laye) – francuski kompozytor.

## Życiorys
Syn złotnika. Osierocony jako dziecko, w wieku 7 lat zaczął występować w chórze w katedrze Saint-Sauveur w Aix-en-Provence, gdzie uczęszczał także do kolegium prowadzonego przez jezuitów. W okresie tym zaczął uczyć się muzyki i pisać swoje pierwsze kompozycje. W 1830 roku podjął studia w Konserwatorium Paryskim, gdzie uczęszczał do klasy Édouarda Millaulta, później zaś uczył się kontrapunktu i fugi u François-Josepha Fétisa i gry na organach u François Benoista. Uczęszczał również prywatnie na lekcje harmonii u Napoléona-Henriego Rebera. W trakcie studiów związał się z kręgiem saintsimonistów. Głęboko zaangażowany w ich działalność, pisał pieśni na użytek ceremonii bractwa. W latach 1833–1835 jako jeden z apostołów „nowego chrześcijaństwa” odbył podróż na Bliski Wschód, odwiedzając Stambuł, Smyrnę, Jerozolimę i Egipt. Poznana wówczas kultura i muzyka odwiedzonych krajów odcisnęła później głębokie piętno na jego własnej twórczości.
Po powrocie do Francji wydał w 1836 roku w Paryżu cykl 22 utworów na fortepian pt. Mélodies orientales. Następnie podjął pracę nad symfonią Le désert. Jej paryskie prawykonanie w dniu 8 grudnia 1844 roku okazało się sukcesem i zapewniło Davidowi gwałtowną popularność. W 1845 roku odbył podróż po Francji, północnych Włoszech i środkowej Europie. W Niemczech nawiązał znajomość z Felixem Mendelssohnem i Giacomo Meyerbeerem. Kolejne lata ugruntowały jego sławę jako kompozytora. Pisał opery i oratoria, ciepło przyjmowane przez publikę. W 1860 roku przyznano mu dożywotnią rentę, w 1862 roku zaś odznaczony został Legią Honorową. Przyznano mu również nagrodę Académie des Beaux-Arts za twórczość operową. Po śmierci Hectora Berlioza w 1869 roku wybrano go członkiem Institut de France.

## Twórczość
Twórczość Davida wyrasta z tradycji wczesnoromantycznej muzyki francuskiej. Jej cechy charakterystyczne to silne zróżnicowanie narracji muzycznej, umiarkowanie intensywna wokalizacja, duża rola kolorystyki, przewaga ilustracyjności nad programowością, bezpośredniość emocji. Silne piętno na muzyce Davida odcisnęła muzyka Orientu, pod wpływem której stosował melizmatykę i specyficzną skalowość. Poszukiwania muzyczne przywiodły go do niekiedy nowatorskich rozwiązań, jak np. wprowadzenia partii recytatora w symfonii-odzie Le désert.

## Ważniejsze kompozycje
(na podstawie materiałów źródłowych)

### Utwory orkiestrowe
- I symfonia F-dur, 1837
- II symfonia E-dur, 1838
- III symfonia Es-dur, 1841
- IV symfonia d-moll, 1849
- Solo Es-dur na kornet i orkiestrę, ok. 1840

### Utwory kameralne
- 2 nonety F-dur i c-moll na instrumenty dęte blaszane, 1839
- 24 miniatury na kwintet smyczkowy Le quatre saisons, 1845–1846
- 4 kwartety smyczkowe
- 3 tria fortepianowe
- 12 mélodies na skrzypce lub wiolonczelę i fortepian

### Opery
- La perle du Brésil, libretto J. Gabriel i S. Saint-Etienn, premiera: Paryż 1851
- Herculanum, libretto J. Méry i T. Hadot, premiera: Paryż 1859
- Lalla-Roukh, libretto H. Lucas i M. Carré według Thomasa Moore’a, premiera: Paryż 1862
- La captive, libretto M. Carré, 1860–1864, niewystawiona
- Le saphir, libretto M. Carré, T. Hadot i A. de Leuven według Szekspira, premiera: Paryż 1865

### Inne utwory
- 22 miniatury na fortepian Mélodies orientales, 1836
- 6 esquisses symphoniques, 1856
- Le désert na tenora, recytatora, chór mieszany, chór żeński ad libitum i orkiestrę do słów A. Colina, 1844
- Christoph Colomb do słów J. Méry’ego, C. Chaubeta i S. Saint-Etienne, 1847
- oratorium Moïse au Sinaï do słów S. Saint-Etienne według B.P. Enfantina, 1846
- misterium L’Eden do słów J. Méry’ego 1847
- walce, mazurki, pieśni